# NELF
El NELF, també conegut com a Factor d'Elongació Negativa (de l'anglès: Negative Elongation Factor), és un complex proteic compost per quatre proteïnes (NELF-A, NELF-B, NELF-C/D i NELF-E) encarregat de posar en pausa la transcripció de l'ARN polimerasa II en la fase d'elongació. En regular la transcripció, el complex NELF es localitza al nucli cel·lular i està implicat en les respostes davant l’estrès cel·lular, en la modificació de la taxa de transcripció del gens d'expressió ràpida (IEG) i en l’aparició de malalties immunitàries i càncers.

## Funció
NELF es classifica com un mediador de la pausa proximal del promotor (promoter proximal pausing) de l'ARN pol II durant l'elongació primerenca, un mecanisme regulador de gens encarregat de reprimir l'allargament del transcrit de l'ARN pol II en la posició 20-40 nucleòtids més enllà de la regió promotora (o TSS, de l'anglès transcription start site), que està vinculada a la TBP (proteina d’unió a TATA o TATA binding protein).

NELF junt amb DSIF (DRB Sensitivity Inducing Factor, que és un heterodímer format per Spt4 i Spt5) forma un complex estable anomenat NTEF, que s'uneix a l'ARN pol II per dur a terme la seva funció. El complex NTEF és capaç de frenar o alentir la velocitat de l'allargament del transcrit i de fer que la polimerasa resideixi més temps als llocs de pausa o pause sites. 

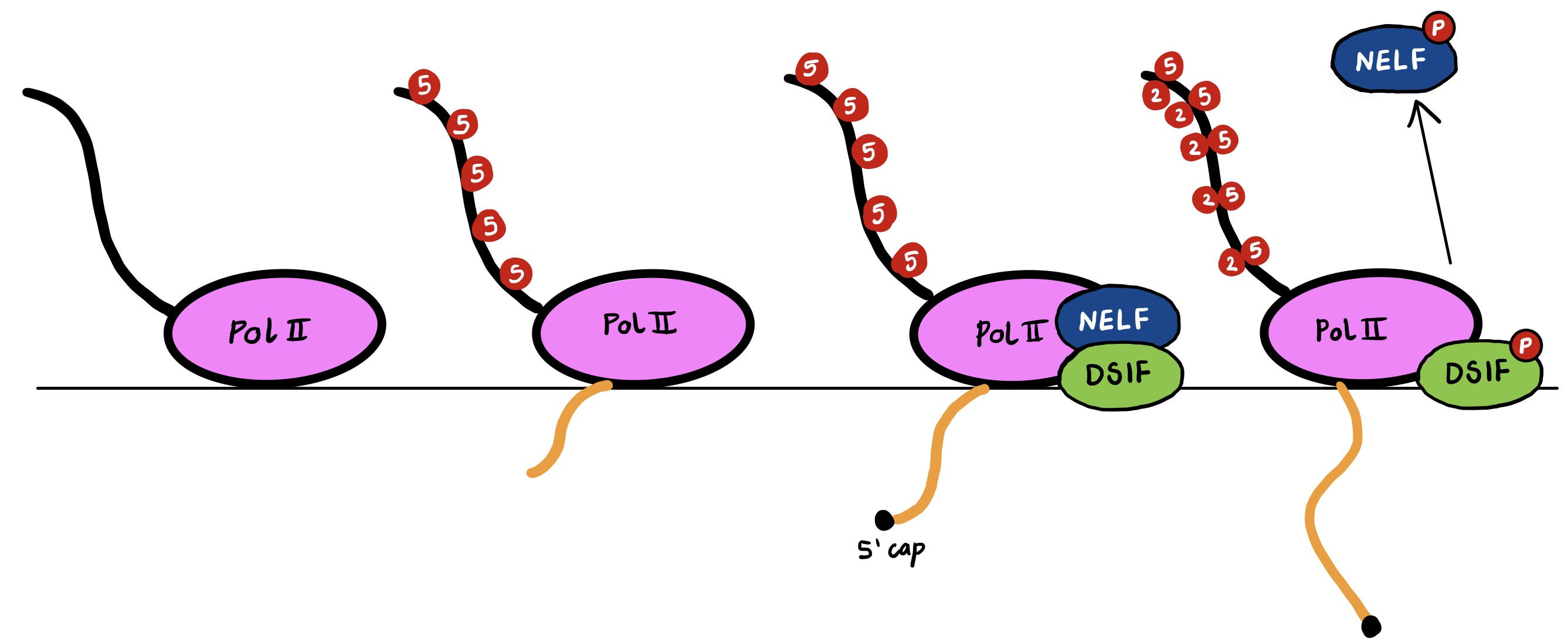
Esquema del complex format per NELF, DSIF i ARN pol II, que constitueix un punt de control a la transcripció.

A part, alguns factors d'elongació positius com ELL, TFIIF i TFIIS limiten el temps de pausa de l'ARN polimerasa II, contrarestant parcialment l'efecte bloquejador de NELF, i així estimulen la taxa d'elongació.
En essència, el propòsit principal del complex NELF és proporcionar-li més temps a la cèl·lula per a dur a terme processos de la transcripció. Per exemple, en l'encaputxament de l'extrem 5' de l'ARN missatger, la presència de NELF permet una pausa per reclutar d'enzims de protecció que defensin l'ARNm de la degradació per enzims hidrolítics i que en facilitin el transport.

## Estructura
NELF és un complex modular, flexible i multivalent que presenta molts punts d’interacció, tant per unions externes amb àcids nucleics com internes per associar les proteïnes que el conformen. Cada subunitat del complex NELF se sintetitza a partir d'ARN missatger diferent, i en Homo sapiens es classifiquen de la següent manera:
| Subunitat                | Estructura en humans | Gen que la codifica                                            | Localització (Locus del gen humà)                                            | RefSeq (ARNm) |
| ------------------------ | -------------------- | -------------------------------------------------------------- | ---------------------------------------------------------------------------- | ------------- |
| NELF-A Proteïna:Q9H3P2   |                      | WHSC2 (candidat 2 a la síndrome de Wolf-Hirschhorn), P/OKcl.15 | Cromosoma 4: 1.98 – 2.04 Mb                                                  | NM_005663     |
| NELF-B Proteïna:Q8WX92   |                      | COBRA1, KIAA1182                                               | Cromosoma 9: q34.3                                                           | XP_001133009  |
| NELF-C/D Proteïna:Q8IXH7 |                      | TH1, TH1L, HSPC130                                             | Cromosoma 20 q13.32                                                          | NP_945327     |
| NELF-E Proteïna:P18615   |                      | RD, RDBP                                                       | Cromosoma 6: 6p21.33 Complex principal d'histocompatibilitat (MHC clase III) | NM_002904     |

### NELF-A i NELF-C
Les subunitats NELF-A i NELF-C formen el complex estable NELF-AC mitjançant la unió de la regió N-terminal de NELF-A amb els aminoàcids 183-590 de NELF-C. El grup NELF-B s'uneix a aquest complex a través de les seves regions terminals N- i C-. A la vegada, aquests extrems són utilitzats per l’adhesió de NELF-E, el qual queda saturat per l’extrem N-terminal. D'altra banda, el contacte entre els grups E i C també causa la formació d’enllaços entre dues lisines de NELF-C i el domini RRM (RNA recognition motif) de NELF-E.
L’anàlisi de la superfície del complex NELF-AC ha determinat que les interaccions amb les subunitats B i E tenen lloc a una sola cara. A l’altra cara de NELF-AC s'ha trobat quatre pegats d’aminoàcids carregats positivament. Actualment, es creu que aquests pegats serien els responsables de la unió de NELF a les seqüències de l'ARN polimerasa II. A més a més, la descoberta del fet que NELF-A és altament susceptible a la proteòlisi (procés necessari per a la inhibició de NELF amb P-TEFb) també dona suport a aquesta teoria.

### NELF-B
El complex NELF-B, més conegut com a cofactor BRCA1, té un paper rellevant en la transcripció de teixits, més concretament en la dels involucrats en l’aparició de l'hepatocarcinoma (CHC), el càncer de fetge més comú. Diversos estudis han demostrat que la repressió de NELF-B inhibeix la proliferació i la migració de les cèl·lules responsables d'aquest càncer mitjançant el bloqueig de Ki-67 i de la survivina (marcadors de la proliferació i de la inhibició de l’apoptosi, respectivament). El silenciament de NELF-B també dona lloc a una disminució important dels nivells d’expressió dels marcadors de la transició epitelial-mesènquima (EMT) com la N-cadherina, la vimentina i la β-catenina. En contrast, la sobreexpressió del complex no implica cap efecte en els processos cancerígens. Per tant, és evident que quan NELF-B està activat es potencia la manifestació dels aspectes distintius del CHC. Actualment, s’estima que un nombre significatiu de càncers puguin estar relacionats amb l’acció de NELF-B.

### NELF-C/D
Les subunitats NELF-C i NELF-D són químicament molt similars i estan relacionades entre si. Es va arribar a aquesta conclusió l'any 2003 quan es van trobar tres seqüències peptídiques al NELF-C i quatre al NELF-D que coincidien amb parts de la proteïna TH1 humana. Aquesta darrera és codificada per un conjunt de gens localitzats en el cromosoma 20 humà (en posició 20q13.32). La funció d'aquestes molècules dins el NELF és encara desconeguda. Cada complex conté una subunitat NELF-C o NELF-D, però mai posseeix les dues alhora.

### NELF-E
La subunitat NELF-E facilita la pausa de la transcripció d'ARN polimerasa II mitjançant la seva associació amb el nou ARN transcrit. Els seus residus són bàsics i àcids (alternats), principalment arginina (R) i àcid aspàrtic (D). Amb tot això, NELF-E conté un motiu de reconeixement d'ARN conservat (RRM o RNA Recognition Motif) al seu element d'unió (NBE o NELF-E binding element). Per exemple, NELF-E s'unirà en drosòfiles als segments d'ARN reconeguts com a CUGAGGA(U), i no a altres seqüències.

## Funció en situacions d'estrès cel·lular

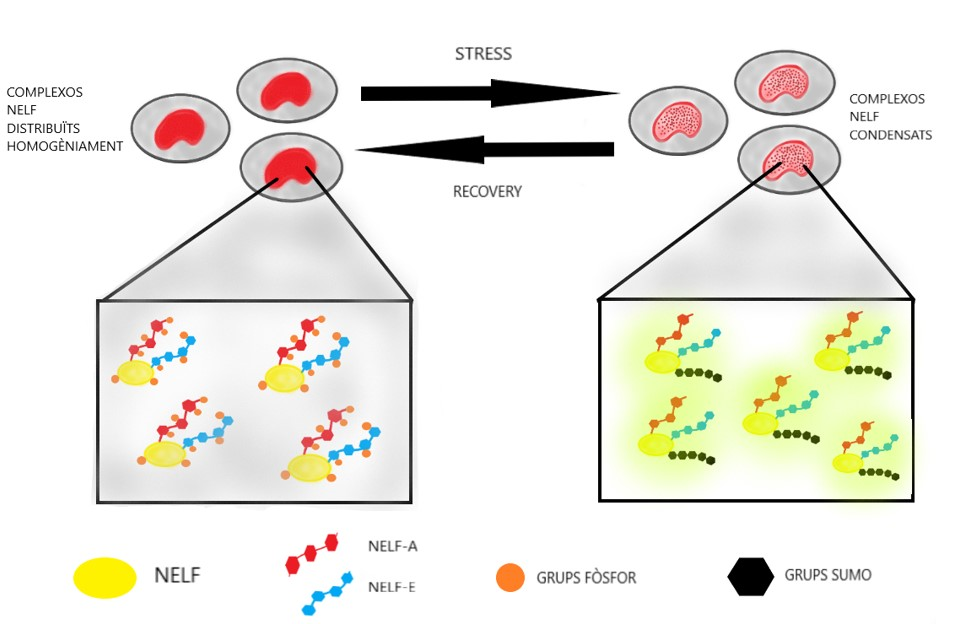
Representació dels components de NELF en situacions d'estrès en comparació amb l'estat d'aquests en condicions normals

Davant situacions d’estrès cel·lular, el metabolisme humà alenteix l'allargament productiu de cadenes d'ARN complementari i la traducció dels gens per promoure la supervivència de les cèl·lules. Per fer això, NELF és reclutat als promotors dels gens perquè impedeixi l’elongació de l’ARN polimerasa II. Al mateix temps, el complex NELF ha de patir una condensació per realitzar la seva funció.
La formació d’aquests condensats està dividida en dos passos: la desfosforilació de NELF i la SUMOilació induïda per l’estrès. El primer pas succeeix als anomenats tentacles desordenats de les subunitats NELF-A i NELF-E, mentre que el segon pas consisteix en la unió covalent de proteïnes a diversos complexos moleculars, que en captar els pèptids s’uneixen a NELF i permeten la seva condensació.
Donada la complexitat del procés, que necessita la intervenció de molts substrats, aquest es defineix com una cascada d’esdeveniments que només tenen lloc quan les diferents vies de senyalització convergeixen correctament en NELF. Per tal d'aconseguir-ho, la senyalització de la quinasa p38 és crucial, ja que facilita la comunicació entre les diferents reaccions.
Per altra part, la inhibició aguda de la traducció per estrès disminueix l’eficàcia d’aquesta estratègia de supervivència cel·lular i afecta negativament a l’augment del nombre de complexos NELF necessaris per dur-la a terme.

## Funció en el control transcripcional

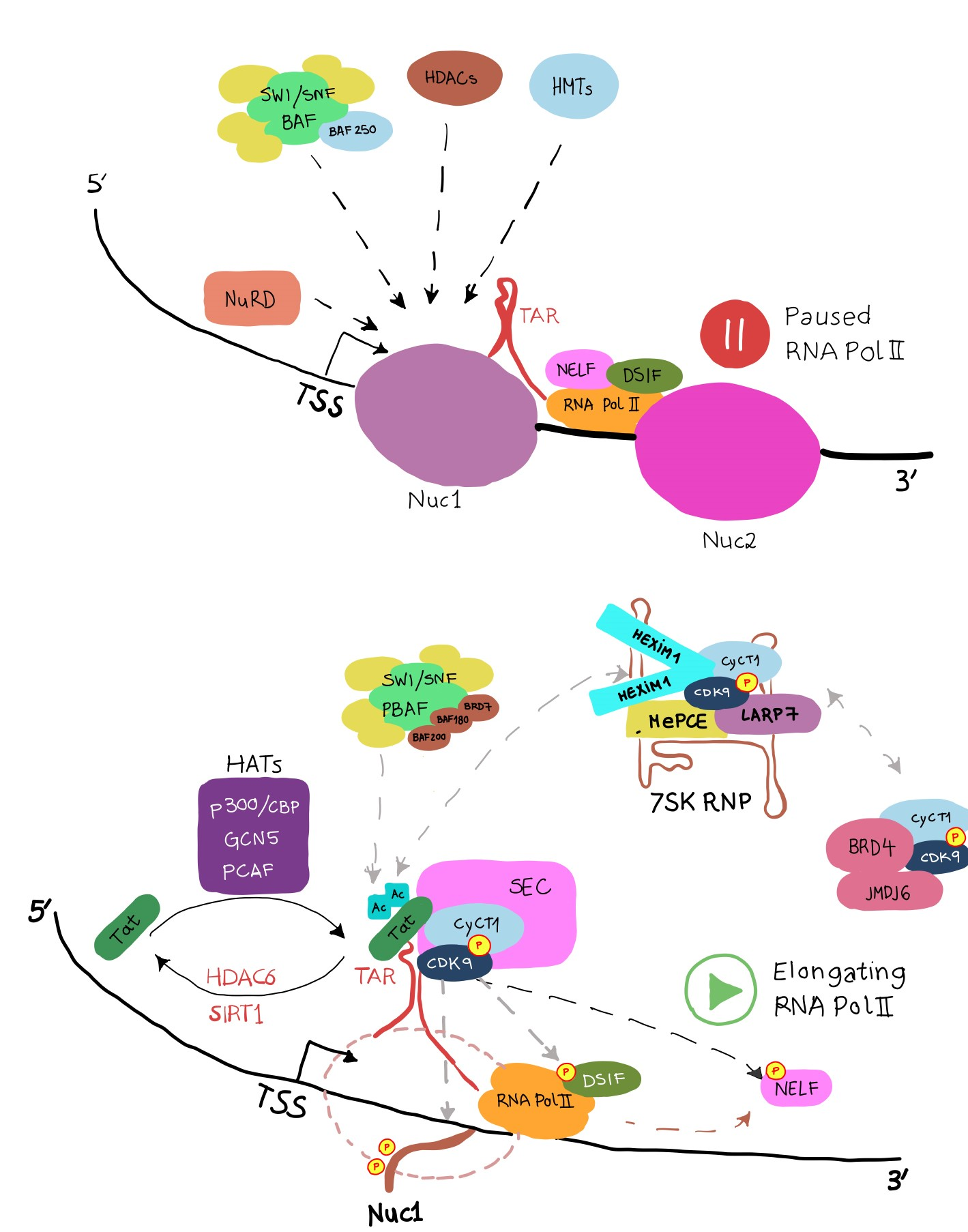
Esquema on s'observa la fosforilació de DSIF i NELFs, donant lloc a l'alliberament de pol II en pausa.

Per controlar específicament la pausa de la transcripció de l'ARN pol II, moderada per NELF als gens codificants, les subunitats del complex (NELF-A, NELF-B, NELF-C/D i NELF-E) s'associen amb les subunitats d'INTScom (complex integrador). La naturalesa de les subunitats INTScom que interaccionen amb NELF no depèn de l'ARN ni de l'ADN que estigui involucrat al procés.
Però el complex NELF no només té una funció de pausa, sinó que també manté l'ARN polimerasa II en el seu estat pausat, evitant el seu lliscament per impedir que acabi la transcripció. La proteïna GRINL1A (també anomenada Gdown1) ajuda a NELF en aquesta tasca, ja que inhibeix la unió de la proteïna TTF2 (un factor de terminació de la transcripció) a la polimerasa que està en pausa, senyalitzant així que la polimerasa està activa i no lliure per a la terminació. AFC1 és un altre factor d'allargament implicat en la congelació de la conformació de l'ARN polimerasa II.
Aquesta pausa o interrupció finalitza quan l'ARN polimerasa II rep un senyal d'activació, el qual es presenta com la fosforilació per P-TEFb de la subunitat Spt5 de DSIF i de Ser-2 del CTD (domini C-terminal) de l'ARN polimerasa II. Llavors el complex es dissocia i NELF i DSIF se separen, inhibint-se el seu efecte negatiu.
La importància de NELF sorgeix del fet que permet regular amb precisió l'alliberament de l'ARN polimerasa II, i gràcies a això la cèl·lula assegura que els gens s'expressen en el moment adequat.

## Funció en la resposta inflamatòria
Abans de la transcripció dels gens que codifiquen la formació de cèl·lules del sistema immunitari com els macròfags, és necessari el reclutament de l’ARN polimerasa II. Com que NELF és un complex que es pot trobar associat a l’anterior enzim, és lògic que existeixi una connexió entre els processos d'inflamació i el funcionament de NELF.
En l’estimulació inflamatòria, més del 60% del transcriptoma activat està regulat per l’alliberació de la pausa de l'ARN polimerasa II quan el complex NELF es dissocia de la cromatina de tot el genoma. La disrupció genètica de NELF genera un augment en la transcripció dels gens Fos 47 i Jun que alhora, seguint una via complexa d’activació, fan que augmenti l’expressió d’una citocina antiinflamatòria anomenada IL-10. Consegüentment, la deficiència de NELF en el curs de l’estímul inflamatori condueix a una acumulació de la IL-10, la qual remodela el transcriptoma inflamatori i dona lloc a un fenotip hipoinflamatori. En conjunt, aquesta troballa remarca el paper de NELF en la restricció de la transcripció dels gens inhibidors de la inflamació i en la correcta activació inflamatòria dels macròfags.
Són molts els estudis que indiquen que diversos factors de transcripció reguladors de la cromatina podrien fer-se servir com a eines per combatre malalties autoimmunitàries o altres com el càncer. La identificació de NELF com a intermediari en aquests processos segurament es tindrà en compte a l’hora d’avaluar la maquinària de disseny de fàrmacs contra les malalties especificades.  

## Funció en la transcripció de IEG
Diversos estímuls cel·lulars indueixen l’expressió de gens d’expressió ràpida (IEG), encarregats d’orquestrar l’expressió d'altres gens necessaris perquè es donin les respostes metabòliques adients. La taxa de transcripció dels IEG és controlada directament pels factors d’elongació de la transcripció, com n’és un exemple NELF. L’eliminació d’aquest darrer redueix la transcripció dels IEG C-fos, MKP-1 i junB mitjançant la inhibició parcial de l’hormona alliberadora de tirotropina (TRH). Aquest fet dona a NELF una altra funció dins les cèl·lules i reivindica la importància de la seva existència perquè processos cabdals com el creixement, la diferenciació i l’apoptosi cel·lular esdevinguin.

## Rellevància clínica
- L’activació de NELF podria ser la causant de la formació de tumors en les cèl·lules epitelials mamàries deficients en BRCA1.[20]
- Anticossos contra la subunitat NELF-E del tipus immunoglobina G (IgG) s’han detectat en pacients afectats per sarcoïdosi.[21]

### NELF i el Virus de la Immunodeficiència Humana
NELF participa en la incorporació del gen PCF11 a l'ARN polimerasa II, que es troba detingut quan el VIH-1 es troba en estat latent. A més a més, un destí regulador de la subunitat NELF-E és l'element de resposta de transactivació (TAR) de l'ARN del VIH-1. En addició a això, el complex DSIF, amb què s'associa NELF, és capaç de suprimir la pausa transcripcional en les seqüències derivades dels LTR (Long Terminal Repeats) del VIH-1 i és necessari per assegurar l'eficiència de l'activador d'allargament transcripcional nuclear d'aquest virus, Tat. DSIF també bloqueja l'alliberament prematur de les transcripcions del virus de la SIDA a les seqüències de terminació.